# Ponte di Segura
Il ponte di Segura è un ponte romano situato al confine tra Spagna e Portogallo. È stato costruito durante la stessa epoca del vicino ponte di Alcántara, agli inizi del secolo II, sotto l'imperatore Traiano.

## Descrizione
Fu costruito nella provincia romana di Lusitania per dare continuità alla strada romana che connetteva Norba Caesarina, sulla Via dell'Argento, con la civitas Egitania (Idanha-a-Velha, Portogallo) e con Bracara Augusta (Braga, Portogallo), per potere attraversare il fiume Erjas, il cui corso marca la linea di confine tra Spagna e Portogallo, servito  come passaggio internazionale tra entrambi i paesi.

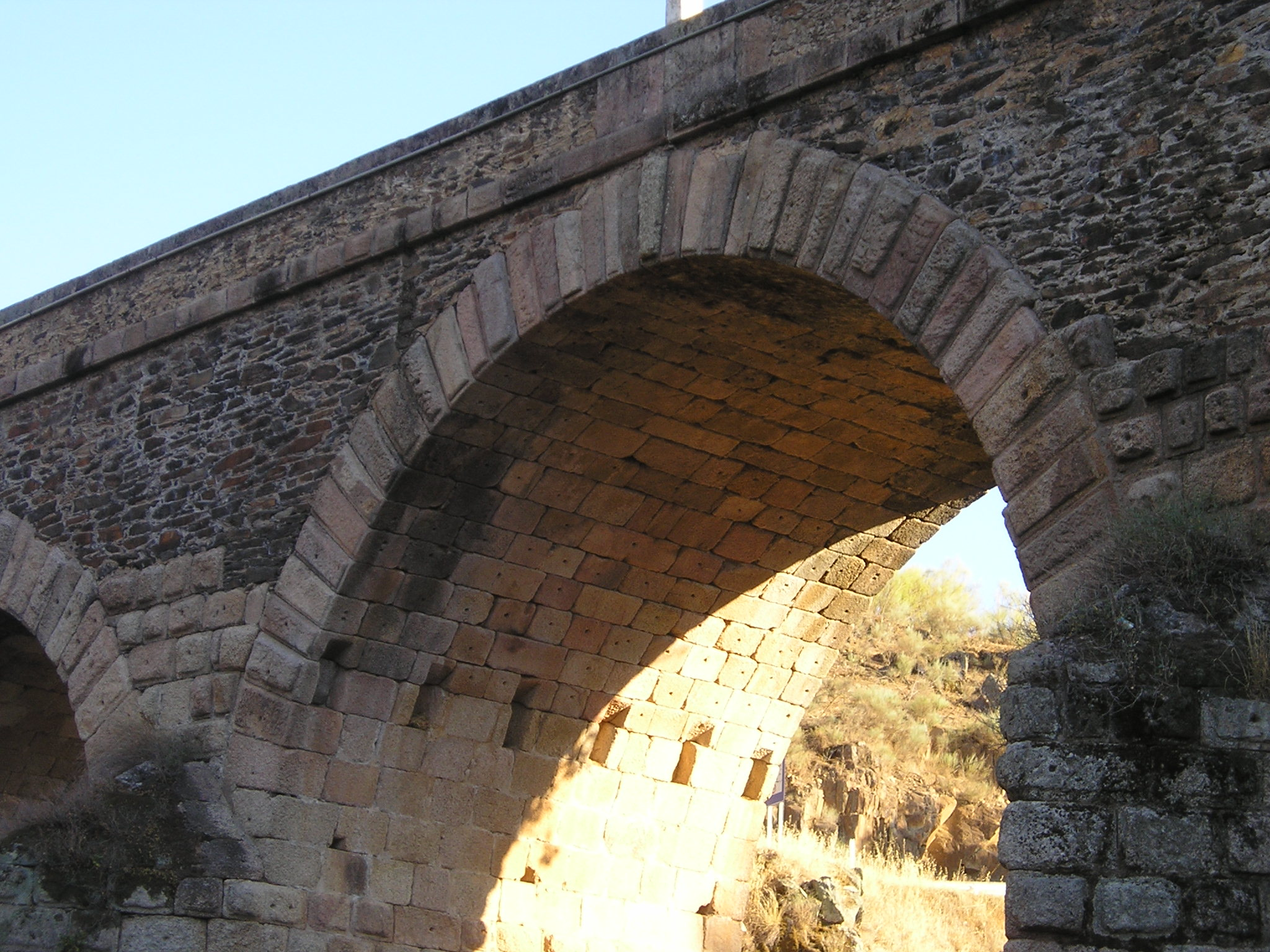
Dettaglio di uno degli archi minori del ponte, nel quale si nota la struttura romana e le ristrutturazioni medioevali e moderne.

Sul lato spagnolo il ponte si trova situato nel territorio comunale di Alcántara nella provincia di Cáceres e lo si raggiunge tramite la strada provinciale EX-207 dalla vicina località di Sassi Albas, mentre dal lato portoghese si allaccia con una strada locale per raggiungere la località di Segura, dalla quale il ponte prende il suo nome.
Il ponte è stato costruito sul taglio che il fiume Erjas ha realizzato nella ardesia locale. La sua struttura è composta da cinque archi con volte a botte, con quello centrale con una luce di 10,5 m, maggiore dei 7,5 m dei quattro archi laterali; la sua struttura è fatta di blocchi di granito rosato di 2,85 a 3 m di sezione. I due archi delle rive sono originali romani, come tutti i pilastri, mentre gli altri tre archi sono stati ricostruiti nel Medioevo e l'Età Moderna. È composto da tagliacque di sezione triangolare con pilastri di altezza fino a 1,20 m.
Il suo stato di conservazione è buono e continua ad essere utilizzato, anche se nel 2007 ci fu una  polemica riguardante degli interventi alle colonne e ai tagliacque dei pilastri, che furono coperti con cemento armato.